# Wilhelm Ruprecht
Wilhelm Ruprecht (* 6. Juni 1858 in Göttingen; † 7. August 1943 ebenda) war ein deutscher Verleger.

## Leben
Ruprechts Vater war der Verleger Carl Johann Friedrich Wilhelm Ruprecht. Nach nur mäßigen Leistungen auf dem Gymnasium wurde Wilhelm Ruprecht zunächst Soldat. Nach einigen Jahren beim Militär studierte er dann Nationalökonomie in Leipzig und Tübingen. 1882 ging er zunächst zum Verlag Max Niemeyer nach Halle, bevor er dann im Sommer 1883 in den Verlag des Vaters eintrat, unterbrochen von einem Aufenthalt in England. 1887 wurde er zusammen mit seinem Bruder Gustav Ruprecht Teilhaber des Verlags.
1899 wurde Wilhelm Ruprecht in den Vorstand des Börsenvereins der deutschen Buchhändler gewählt. In den folgenden Jahren nahm er auch weitere Aufgaben im Börsenverein wahr. 1932 bekam er für seine Tätigkeiten 1932 das goldene Ehrenzeichen des Vereins verliehen.
1914 nahm Ruprecht als 56-Jähriger noch am Ersten Weltkrieg als Soldat teil.

## Veröffentlichungen
- Die Erbpacht: ein Beitrag zur Geschichte und Reform derselben insbesondere in Deutschland. Vandenhoeck & Ruprecht, Göttingen 1882.
- Die Wohnungen der arbeitenden Klassen in London mit besonderer Berücksichtigung der englischen Gesetzgebung und ihrer Erfolge. Vandenhoeck & Ruprecht, Göttingen 1884.
- Väter und Söhne. Zwei Jahrhunderte Buchhändler in einer deutschen Universitätsstadt. Vandenhoeck & Ruprecht, Göttingen 1935.